# Antonio Fradeletto

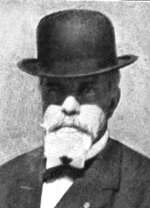
Antonio Fradeletto

Antonio Fradeletto (* 4. März 1858 in Venedig; † 5. März 1930 in Rom) war ein venezianischer Literaturwissenschaftler, Redner und Politiker sowie erster Generalsekretär der 1894 gegründeten Biennale in Venedig.

## Leben
Seine Kindheit verbrachte Antonio Fradeletto im Hause seiner Großmutter mütterlicherseits. Mit 11 Jahren besuchte er das Collegio nazionale "Marco Foscarini", was durch eine Begabtenunterstützung möglich wurde. 
Antonio Fradeletto studierte ab 1876 Literatur und Philosophie in Padua und schloss sein Studium am 30. November 1880 mit einer Arbeit über die Tragödien des Sophokles ab. In Padua wurde er durch den Historiker G. De Leva unterstützt. In dieser Zeit begann seine Mitarbeit bei Il Giornale di Padova, wo er sich zunächst um die Rezensionen, aber auch um die Kunstkritik kümmerte.
Nach dem Studium kehrte er nach Venedig zurück und lehrte auf Vermittlung De Levas an der Scuola superiore di commercio in der Ca’ Foscari, der Vorgängerin der Universität Venedig, Italienische Literatur, später auch Wirtschafts-, Politik- und Diplomatiegeschichte. Bald gehörte er zu einem Literatenkreis, zu dem auch der spätere Bürgermeister Riccardo Selvatico gehörte. Fradeletto war als Redner gefragt, und er trug über Politik, Religion, Geschichte und Philosophie vor. Auch arbeitete er beim gemäßigten Blatt La Venezia mit. 1885 stellte er sich erstmals zu Wahlen, doch ohne Erfolg. 1889 war er jedoch erfolgreich und saß für die Gruppe um den Bürgermeister Conte Lorenzo Tiepolo im Stadtparlament. Er hatte aber auch gute Kontakte zu dessen Nachfolger Riccardo Selvatico, der von 1890 bis 1895 Bürgermeister war.

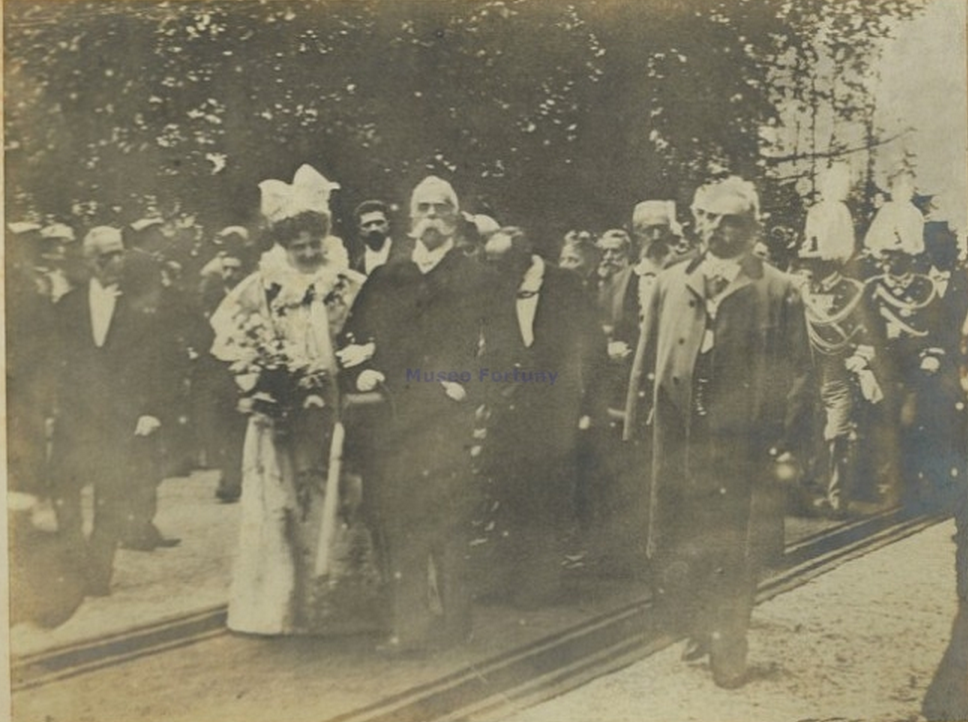
König Umberto I. und seine Frau Margherita auf der Internationalen Kunstausstellung, 1895

1893 gründete er die Federazione fra le Società d'Insegnanti nel Veneto, die bereits ein Jahr später 2500 Mitglieder hatte. Er war ab dem 10. April 1894 der erste Generalsekretär der Biennale in Venedig, deren Idee im Caffè Florian auf dem Markusplatz entstanden war. Selvatico ließ den Vorschlag am 19. April 1893 dem Consiglio communale vorlegen. Am 30. April 1895 konnte in Gegenwart von König Umbertos I. und Margheritas von Savoyen die erste Biennale, die erst sukzessive diesen Namen erhielt, eröffnet werden. Obwohl zu dieser Zeit die Reformergruppe um Selvatico durch die stark unter klerikalem Einfluss stehende Stadtregierung Filippo Grimani abgelöst worden war, dem es gelang, bis 1919 Bürgermeister zu bleiben, überstand Fradeletto politisch auch diesen Kurswechsel. Im September 1904 trennte er sich infolge des Generalstreiks von seinen politischen Mitstreitern, doch gelang es ihm, als Einzelkandidat ins Stadtparlament einzuziehen. Dort blieb er bis 1919, berühmt für seine Rhetorik.
Zwischen 1900 und 1919 saß er als Abgeordneter in der römischen Camera dei deputati und blieb zugleich weiterhin die treibende Kraft hinter der Biennale. Allerdings hielt er weite Teile der europäischen Avantgarde, wie etwa die Impressionisten fern, erst recht die Kubisten. Immerhin wurden 1910 Klimt und Renoir geladen und der Einfluss des Vizesekretärs der Biennale Vittorio Pica machte sich bei dieser Öffnung bemerkbar.  
1906 lehnte er die Berufung ins Kabinett Giovanni Giolitti (als Erziehungsminister) aus politischen Gründen ab. Als er im Februar 1908 forderte, den Religionsunterricht aus den Grundschulen zu verbannen, stieß er in Venedig auf heftige Kritik, deren Wortführer die katholische Zeitschrift La Difesa wurde. Als es 1911 zu einem Streit um Versicherungsmonopole kam, wurde Fradeletto vorgeworfen, er habe 20.000 Lire Bestechungsgeld angenommen. Zwar stellten sich diese Vorwürfe als haltlos heraus, doch verschärften sie das politische Klima in der Stadt. 1914 endete die letzte von ihm organisierte Biennale. 
Während des Ersten Weltkrieges setzte er sich für Venedig ein, und er wurde im Januar 1919 kurzzeitig Minister für die vom Feind befreiten Gebiete (bis Juni). Bei Beginn des Krieges setzte er sich in Rom für die Neutralität ein, trat jedoch in Venedig als Patriot auf, wo er den Krieg unterstützte. Während des Krieges setzte er sich mit dem Historiker und Privatier Pompeo Molmenti für den Schutz der Kunstwerke Venedigs ein. 1920 wurde er zwar zum Senator ernannt, doch reduzierte er seine politische Tätigkeit in Rom immer mehr, und konzentrierte sich stattdessen bis zu seinem Tod auf die Arbeit in der Società d'Insegnanti.

## Bedeutende Publikationen
- La volontà come forza sociale, Venedig 1905.
- La fine di un Parlamento e la dittatura di un ministro, Venedig 1911.
- Dogmi ed illusioni della democrazia, Venedig 1913.
- Dall'alleanza alla guerra, Fratelli Treves, Mailand 1915. (Digitalisat, PDF)
- La storia di Venezia e l'ora presente d'Italia, in: La Lettura 3, März 1916.
- Per l'avvenire economico d'Italia, Venedig 1916.
- La gioventù italiana e la guerra, Mailand 1917.
- Venezia antica e nuova, Turin 1921.
- La figura storica e ideale di Dante, Venedig 1922.
- Ritorno a Cristo, Rom 1925.
- L'arte nella vita, Bari 1929.
- La vita e l'anima la fantasia e l'arte dal Cinquecento al Novecento, BAri 1929.
- Giacinto Gallina, Venedig 1929.